# Antonio Neri (Theologe)
Antonio Neri (* 8. Juni 1962 in Catanzaro, Italien; † 5. Juni 2017 in Rom) war ein italienischer Geistlicher, römisch-katholischer Theologe und Kirchenrechtler.

## Leben
Antonio Neri empfing am 12. Juli 1991 die Priesterweihe für das Bistum Molfetta-Ruvo-Giovinazzo-Terlizzi. Er studierte und promovierte in Rechtswissenschaften an der Universität Bari, in Kirchenrecht an der Päpstlichen Lateranuniversität in Rom sowie in Theologie an der Universität Wien.
Er war von 1993 bis 2008 Professor des kanonischen Rechts an der Theologischen Fakultät Apulien sowie Kirchenrichter am regionalen Kirchengericht in Apulien. Von 2000 bis 2008 hatte er die Professur für Kirchenrecht an der Theologischen Fakultät von Lugano inne und war stellvertretender Direktor des Internationalen Instituts für kanonisches Recht und Rechtsvergleichung der Religionen (DiReCom) in Lugano. Zudem hatte er einen Lehrauftrag an der Universität Bari. Von 2003 bis 2008 war er  Mitglied der Gesellschaft für Europäische Kirchenrecht in Wien.
2008 trat Antonio Neri in den Dienst des Heiligen Stuhls ein. Am 28. Mai 2011 wurde er von Papst Benedikt XVI. zum Untersekretär der Kongregation für den Klerus ernannt, was er bis 2017 blieb.